# Горка (Фировский район)
Горка — деревня в Фировском районе Тверской области. Входит в состав Рождественского сельского поселения.
Находится в 23 километрах к северо-западу от районного центра посёлка Фирово.
Населения по переписи 2010 года 12 человек.